# ネメンチネ

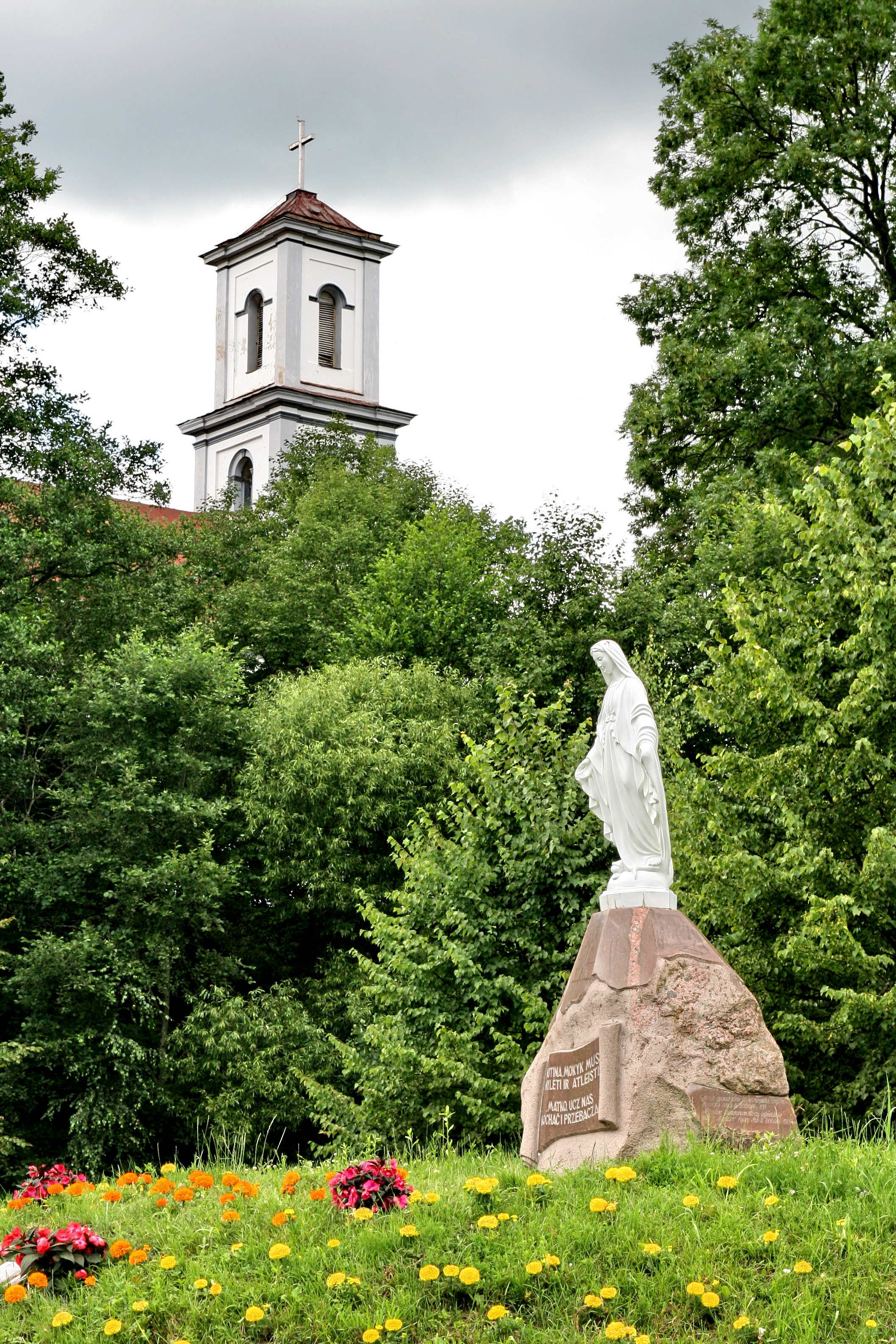
市の中心部にあるマリア像

ネメンチネ（リトアニア語: Nemenčinė  発音、ポーランド語: Niemenczyn）は、リトアニア東部の都市。首都ヴィリニュスの北東20kmに位置する。

## 歴史
ヨガイラがキリスト教をリトアニア大公国の国教としたことにより、1387年にはキリスト教の教区がネメンチネに初めて作られ、教会が建てられた。

## 人口

### 人口の変遷
- 1970年 - 3,139人
- 1979年 - 4,075人
- 1989年 - 5,612人
- 2001年 - 5,892人

### 民族構成
2001年の、ネメンチネの民族構成は以下の通りとなっている。
- ポーランド人 - 56.3%
- リトアニア人 - 24.2%
- ロシア人 - 12.1%
- ベラルーシ人 - 7.2%

## 姉妹都市
- ヴェンゴジェヴォ（ ポーランド）
- エウク（ ポーランド）
- スヴァウキ（ ポーランド）

## 著名人
- Anatolijus Šenderovas - 作曲家
- Zdzisław Balicki - ポーランドの下院議員